# Веломарафон

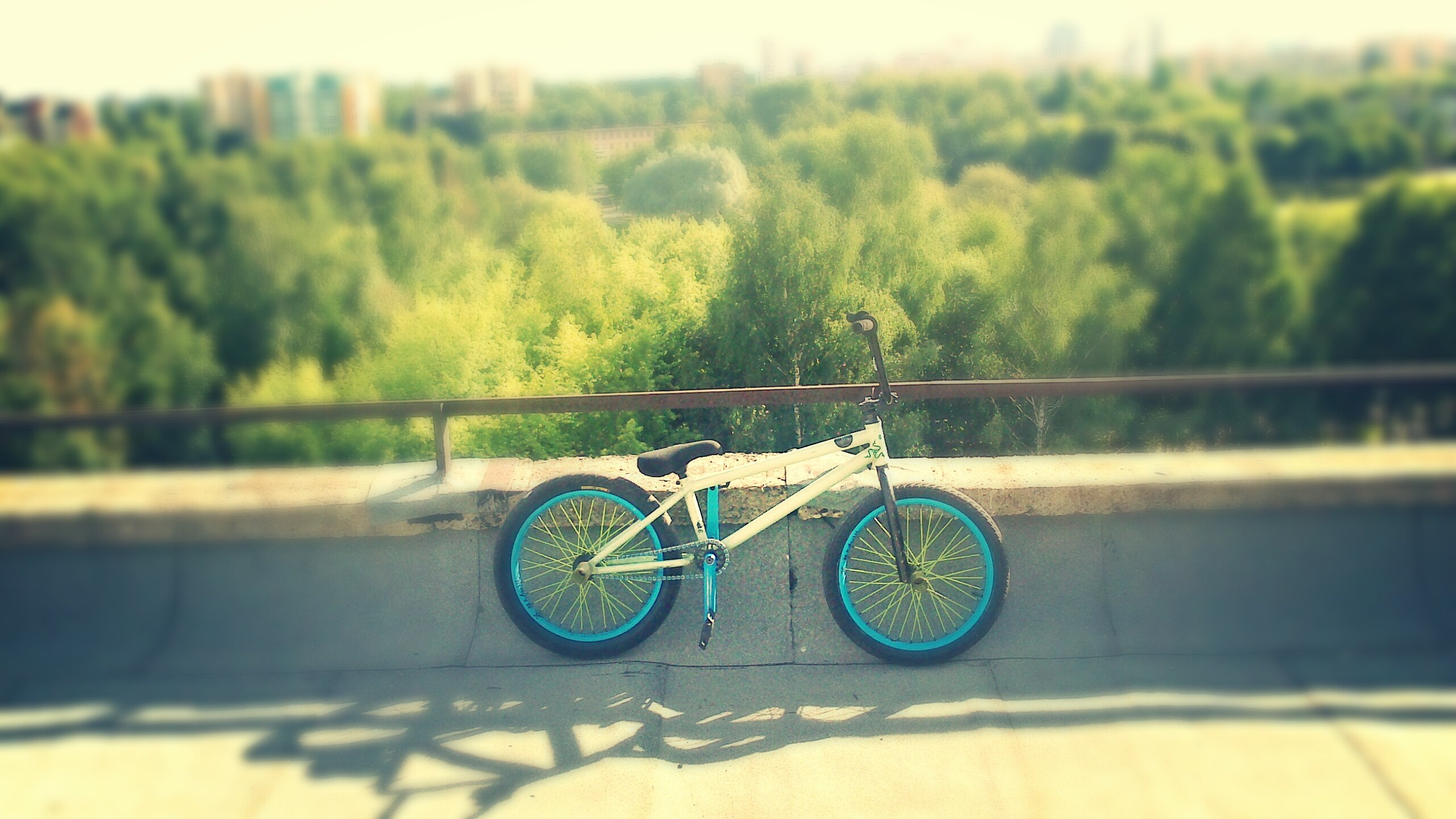
Велосипед bmx

Веломарафон — змагання велогонщиків на витривалість.

## Мета
Метою веломарафонів зазвичай можуть бути найрізноматініші причини: бажання об'єднати людей, привернути увагу, волонтерство, акції, конкурси, змагання, «випробувати себе та свою витривалість». На веломарафонах люди мають можливість познайомитися з однодумцями.

## Дистанція
Веломарафони проводяться на довгих дистанціях (600—1000 км) або на час (3-24 години і більше). Але, звичайно, є марафони на невеликих дистанціях (60-100 км), які проводяться у невеличких містах, зокрема й України. Для того, щоб взяти участь у будь-якому веломарафоні, потрібно мати хорошу фізичну підготовку, бути в хорошій формі і не мати проблем зі здоров'ям.
Щоб провести веломарафон, потрібно знати дистанцію траси та саму трасу. Траси бувають по пересіченій місцевості (крос-кантрі) або по шосе. Спортсменам необхідно грамотно розраховувати свої сили на всю дистанцію, а командам — правильно організовувати підтримку (харчування, ремонт). Перед марафоном рекомендується випити багато рідини та не виїжджати натщесерце.

## Марафони в Україні
- З 1983 року в Одесі проходить щорічний веломарафон «Одеська Велосотка» («Пояс слави»), присвячений звільненню Одеси від німецьких окупантів.[1]
- З 2010 року у Львові щорічно проводяться веломарафони «Львівська Сотка» і «Львівська Двохсотка».[2]
- З 2014 року в Києві проводиться «Київська Сотка».[3]
- З 2015 року проводиться веломарафон Бачу! Можу! Допоможу!.
- У 2016 році відбувся благодійний веломарафон «Українці в Європі», де учасники подолали 11 тисяч кілометрів за 100 днів через 16 країн Європейського Союзу, щоб привернути увагу всього світу до війни на Донбасі та людей, які постраждали внаслідок бойових дій в зоні АТО.[4][5]

Найбільшим марафоном у світі вважається Біркібейнер (Норвегія) — близько 18000 учасників.